# Поніква (Нижньосілезьке воєводство)
Поніква (пол. Ponikwa, нім. Verlorenwasser) — село в Польщі, у гміні Бистшиця-Клодзька Клодзького повіту Нижньосілезького воєводства.
Населення — 244 особи (2011).
У 1975-1998 роках село належало до Валбжиського воєводства.

## Демографія
Демографічна структура станом на 31 березня 2011 року:
|          | Загалом | Допрацездатний вік | Працездатний вік | Постпрацездатний вік |
| -------- | ------- | ------------------ | ---------------- | -------------------- |
| Чоловіки | 124     | 29                 | 86               | 9                    |
| Жінки    | 120     | 13                 | 82               | 25                   |
| Разом    | 244     | 42                 | 168              | 34                   |